# Michael Kenna
Michael Kenna (Widnes, 20 de noviembre de 1953) es un fotógrafo británico que vive en Estados Unidos. Es conocido por sus paisajes en blanco y negro que poseen una iluminación etérea conseguida fotografiando al amanecer o por la noche con largas exposiciones de hasta 10 horas. En sus fotos se puede captar una interacción entre el paisaje natural y las estructuras hechas por el hombre.
Su trabajo se encuentra recogido en más de veinte libros y existen obras suyas en diferentes colecciones de arte como la Biblioteca Nacional de Francia, la Galería Nacional de Arte, el Museo Metropolitano de Fotografía de Tokio o el Museo Victoria y Alberto en Londres.

## Primeros años y formación
Michael Kenna nació en 1953 en Widnes, en Cheshire al noroeste de Inglaterra, en una familia numerosa irlandesa. Tenía cinco hermanos y su familia pertenecía a la clase trabajadora y confesaba la religión católica. Realizó estudios primarios en Witnes, pero en 1965 se trasladó a estudiar a "Upholland College" de Lancashire con el fin de convertirse en sacerdote. En 1966 dispuso de una cámara "Diana Box" con la que descubrió su interés por el arte fotográfico. En 1972 acabó sus estudios y en vacaciones se dedicó a hacer fotos con su Voigtlander de 35 mm y así conseguir algo de dinero. A continuación se matriculó en la "Banbury School of Art" en Oxfordshire donde recibió una primera instrucción sobre fotografía. A continuación se inscribió en el "London College of Printing" tanto en el departamento de diseño gráfico como en el de fotografía comercial. 
Mientras tanto practicaba como hobby la fotografía de paisajes. También aprovechó todas las oportunidades para practicar su oficio comercialmente: fotografió ensayos de vestuario teatral; encargos para compañías discográficas y la prensa; ayudó a otros fotógrafos y vendió fotos de Henri Cartier-Bresson, Cornell Capa, Marc Riboud o Jacques-Henri Lartigue para la Agencia "John Hillelson" en Fleet Street. Entre ellas estuvo trabajando para la agencia Magnum en 1973.
Entre 1973 y 1976 estuvo estudiando en el "London College" donde obtuvo un HND (Higher National Diploma) en fotografía. En 1977 se trasladó a Estados Unidos. A partir de ese momento comenzó a trabajar como freelance.

## Trabajo
Su obra se centra en paisajes inusuales con luz etérea lograda al fotografiar al amanecer o por la noche con exposiciones de hasta 10 horas. Desde 1986, utiliza principalmente cámaras Hasselblad de formato mediano y cámaras Holga, lo que explica el formato cuadrado de la mayoría de sus fotografías. La principal excepción fue para las fotografías del libro "Monique's Kindergarten (La guardería de Monique)" para las que empleó una cámara de formato grande 4 × 5.
En 1978 fue ayudante de Ruth Bernhard y a partir de 1982 colaboró como ayudante técnico en diversos talleres de Ansel Adams. 
Su trabajo se ha mostrado en diferentes formatos, así su fotografía sobre las ruinas de los campos de concentración se presentó en los créditos de apertura de la película del Holocausto: El diario de Ester (2010). También ha realizado trabajos comerciales para clientes como Volvo, Rolls-Royce, Audi, Sprint, Dom Perignon y la Junta de Turismo de España. En 2000, el Ministerio de Cultura de Francia convirtió a Kenna en un Caballero de la Orden de las Artes y las Letras.

## Exposiciones
Desde que en 1979 realizase su primera exposición nacional en la "Bandbury School of Arts" de Oxfordshire su trabajo se ha mostrado en galerías y exposiciones de museos en todo el mundo. Algunas entre las más recientes que se podrían citar están:
- 12 de octubre de 2009 a 25 de enero de 2010, se le dedicó una exposición retrospectiva en la Biblioteca Nacional de Francia .
- 14 - 22 de enero de 2017:   Fotografías recientes . Galería Troncin-Denis, Nancy, Francia.
- 17 de enero - 31 de marzo de 2017: Exhibición de recientes adquisiciones . Paul Paletti Gallery, Louisville, Kentucky, Estados Unidos. (Grupo)
- 8 de febrero - 18 de marzo de 2017. Exhibición de pájaros de la pluma . Robert Mann Gallery, Nueva York, Nueva York, EE. UU. (Grupo)
- 3 de marzo - 21 de abril de 2017. Exposición roja . Galería G. Gibson, Seattle, Washington, EE. UU.
- 22 de abril - 13 de agosto de 2017. El sentimiento de la exposición paisajística , Claustro de Sant Bonaventura de Lluchmayor, Mallorca, España.
- 15 de mayo - 15 de junio de 2017. Exposición de Michael Kenna . Museo de Artes Visuales, Universidad Jorge Tadeo Lozano, Bogotá, Colombia.
- 15 de junio - 8 de julio de 2017. Exposición emergente . Galería G. Gibson, Seattle, Washongton, EE. UU. (Grupo)
- 17 de junio - 9 de julio de 2017. Poesía del paisaje , exposición de Michael Kenna. Galería de Leonhard, Amberes, Bélgica.
- 27 de junio - 15 de julio de 2017. Confessionali y exposición de Abruzzo . Escarabajos y Galería Huxley, Londres, Inglaterra.
- 29 de junio - 3 de septiembre de 2017. Exposición de oscilaciones . Museo del Castillo del Agua, Toulouse, Francia. (Grupo)
- 2 de julio - 3 de septiembre de 2017. Exposición de Michael Kenna . Museo Evaristo Valle, Gijón, Asturias, España.[4]
- 4 de julio - 2 de septiembre de 2017. Exposición de Abruzzo y Confessionali . Galería Albrecht, Berlín, Alemania.
- 8 de julio - 31 de octubre de 2017. Exposición de los Abruzos . Palazzo Casamarte, Via del Baio 4, Loreto Aprutino, Abruzos, Italia.
- 12 de agosto - 15 de octubre de 2017. Exposición de Abruzzo y Confessionali . Weston Gallery, Carmel, California, Estados Unidos.
- 13 de agosto - 15 de septiembre de 2017. Exposición poesía del paisaje . La Galería de Fotografía, Knokke, Bélgica.
- 30 de septiembre - 22 de octubre de 2017. Exposición Formas de Japón . FotoIstanbul. O Galería de Arte, Estambul, Turquía.
- 27 de octubre - 20 de noviembre de 2017. Exposición de todo paisaje. Galería Quetzalli, Oaxaca, México. (Grupo)
- 14 de octubre -28 de enero de 2018. La exposición Rouge. Princeton Art Museum, Princeton, Nueva Jersey, EE. UU.
- 30 de noviembre - enero de 2018. Exposición . Una galería para fotografía fina, Nueva Orleans, Louisiana, EE. UU.
- 18 de octubre - 4 de noviembre. Exposición de los Abruzos. Micamera, Milán, Italia.
- 30 de octubre - 4 de febrero de 2018. La exposición Paisajes franceses . BnF-Francois Mitterrand, París, Francia. (Grupo)
- 19 de marzo - octubre de 2023. Exposición "Michael Kenna, Toni Catany: Confluències". Centro Internacional de Fotografía Toni Catany, Llucmajor, Mallorca.

## Publicaciones
- Fotografías de Michael Kenna . Stephen Wirtz Gallery y The Weston Gallery, 1984
- The Hound of the Baskervilles. Arion, 1985; Northpoint, 1986
- 1976-1986. Gallery Min, 1987
- Night Walk. Friends of Photography, 1987
- Michael Kenna. Min Gallery, 1990
- Le Desert de Retz. Arion, 1990
- The Elkhorn Slough and Moss Landing. The Elkhorn Slough Foundation, 1991
- A Twenty Year Retrospective. Treville, 1994; Portland, OR: Nazraeli, 2002
- The Rouge. Ram, 1995
- The Silverado Squatters. Arion, 1996
- Monique's Kindergarten. Portland, Oregón: Nazraeli, 1997
- Le Notre’s Gardens. The Huntington Library, Art Collections Library and RAM Publishing, 1997 and 1999
- Night Work. Portland, Oregón: Nazraeli, 2000
- Impossible to Forget: The Nazi Camps Fifty Years After. Marval; Nazraeli, 2001
- Easter Island. Portland, Oregón: Nazraeli, 2001
- Japan. Portland, Oregón: Nazraeli; Treville Editions, 2002
- Calais Lace. Portland, Oregón: Nazraeli, 2003
- Boarding School. Portland, Oregón: Nazraeli, 2003
- Ratcliffe Power Station. Oregón: Nazraeli, 2004
- Retrospective Two. Portland, Oregón: Nazraeli; Treville Editions, 2004
- Hokkaido. Portland, Oregón: Nazraeli, 2005
- Montecito Garden. Portland, Oregón: Nazraeli, 2007
- Mont St Michel. Portland, Oregón: Nazraeli, 2007
- Mont-Saint-Michel. 21st, 2007
- Images of the Seventh Day, 2011
- In France. Portland, Oregón: Nazraeli, 2012
- Abruzzo. Italy, Oregón: Nazraeli, 2017
- One Sunday in Beijing. Paris: Bessard, 2018.

## Colecciones
Su trabajo se encuentra en las colecciones de muchos museos importantes, incluyendo la Biblioteca Nacional de Francia, la Galería Nacional de Arte, el Museo Metropolitano de Fotografía de Tokio, el Museo de Artes Decorativas en Praga o el Museo Victoria y Alberto en Londres.

## Reconocimientos
- Premio Imogen Cunningham, San Francisco, California, EE. UU., 1981
- Premio Art in Public Buildings, Comisión del Consejo de las Artes de California, Sacramento, California, EE. UU., 1987
- Premio Instituto de Desarrollo Estético, Pasadena, California, EE. UU., 1989
- Premio Golden Saffron, Consuegra, España, 1996
- Caballero de la Orden de las Artes y las Letras, Ministerio de Cultura, Francia, 2000
- Maestro Honorario de Artes, Brooks Institute, Santa Bárbara (California), EE. UU., 2003